# Troglocubanus jamaicensis
Troglocubanus jamaicensis is een garnalensoort uit de familie van de Palaemonidae. De wetenschappelijke naam van de soort is voor het eerst geldig gepubliceerd in 1963 door Holthuis.